# Natalia Romero (Leichtathletin, 1988)
Natalia Romero Franco (* 17. November 1988 in Jaén) ist eine spanische Leichtathletin, die sich auf den Mittelstreckenlauf spezialisiert hat und zu Beginn ihrer Karriere im Sprint an den Start ging.

## Sportliche Laufbahn
Erste internationale Erfahrungen sammelte Natalia Romero im Jahr 2005, als sie bei den Jugendweltmeisterschaften in Marrakesch mit der spanischen Sprintstaffel (1000 Meter) mit 2:12,52 min im Vorlauf ausschied. 2009 startete sie im 400-Meter-Lauf bei den Halleneuropameisterschaften in Turin und schied dort mit 54,36 s in der ersten Runde aus. Anfang Juli kam sie bei den Mittelmeerspielen in Pescara mit 54,68 s nicht über die Vorrunde hinaus, wie auch bei den U23-Europameisterschaften in Kaunas kurz darauf mit 55,94 s. Im Jahr darauf belegte sie bei den Ibero-Amerikanischen Meisterschaften in San Fernando in 3:37,49 min den vierten Platz mit der spanischen 4-mal-400-Meter-Staffel und 2012 klassierte sie sich bei den Ibero-Amerikanischen Meisterschaften in Barquisimeto mit 55,18 s auf dem sechsten Platz über 400 m und wurde dort mit der Staffel in 3:39,16 min Fünfte. Anschließend startete sie mit der Staffel bei den Europameisterschaften in Helsinki, verpasste dort aber mit 3:38,00 min den Finaleinzug. 
2018 gewann sie bei den Ibero-Amerikanischen Meisterschaften in Trujillo in 2:06,54 min die Bronzemedaille im 800-Meter-Lauf hinter ihrer Landsfrau Esther Guerrero und Déborah Rodríguez aus Uruguay. Zudem sicherte sie sich dort in 3:38,32 min auch die Bronzemedaille in der 4-mal-400-Meter-Staffel hinter den Teams aus Portugal und Argentinien. 2021 qualifizierte sie sich über die Weltrangliste über 800 m für die Olympischen Sommerspiele in Tokio und gelangte dort bis ins Halbfinale, in dem sie mit 2:01,52 min ausschied.
In den Jahren 2019 und 2021 wurde Romero spanische Meisterin im 800-Meter-Lauf sowie 2019 auch in der 4-mal-400-Meter-Staffel. Zudem wurde sie 2009 und 2011 spanische Hallenmeisterin im 400-Meter-Lauf sowie 2020 über 800 m.

## Persönliche Bestleistungen
- 400 Meter: 54,32 s, 13. Juni 2009 in Ciudad Real
  - 400 Meter (Halle): 54,20 s, 26. Februar 2012 in Sabadell
- 800 Meter: 2:01,16 min, 30. Juli 2021 in Tokio
  - 800 Meter (Halle): 2:03,78 min, 1. März 2020 in Ourense
- 1000 Meter: 2:46,10 min, 18. Mai 2019 in Elvissa
  - 1000 Meter (Halle): 3:06,58 min, 24. Februar 2017 in Madrid